# برنامج المثلث
برنامج المثلث هو برنامج تعليمي بديل في تورنتو بأونتاريو في كندا، صمم للمثليين والمثليات ومزدوجي الميل الجنسي والمتحولين جنسيا من الطلاب المعرضين لخطر الانقطاع عن الدراسة بسبب التحرش القائم على كره المثليين والمتحولين جنسيا في المدارس العادية أو بسبب الحاجة إلى الدعم والمرونة في الكفاح في مجال الصحة العقلية والإسكان وغير ذلك من أشكال الكفاح الاجتماعي.
ويدير هذا البرنامج مجلس مدارس منطقة تورنتو في حرم مدرسة الواحة الثانوية البديلة، وهو البرنامج الوحيد من نوعه في كندا. وقد أنشئت كمنظمة في عام 1995، وأطلقت صفوفها الأولى في عام 1996.
وبالاشتراك مع منظمة شباب المثليات والمثليين ومزدوجي الميل الجنسي والمتحولين جنسيا الداعمة لهم، يعقد برنامج المثلث أيضا حفل التخرج السنوي خلال أسبوع فخر المثليين في تورنتو.
اليوم المدرسي مقسم إلى نصفين، يعمل الطلاب في النصف الأول من اليوم في دروس يديرونها بأنفسهم أو في صفوف أصغر يديرها معلمون. وتقضى فترة ما بعد الظهر في فصول دراسية، تعمل على وضع مناهج دراسية تركز على المثليين والمثليات والمتحولين جنسيا ، وتتيح وحدات معينة تعنى بتاريخ المثليات والمثليين ومزدوجي الميل الجنسي والمتحولين جنسيا والخناثى، والحياة الجنسية الصحية والمساواة والقمع، الفرصة للمثليين والمثليات والمتحولين جنسيا من الشباب لتجربة التعليم  الموجه إليهم   